# Tathavade
Tathavade é uma vila no distrito de Pune, no estado indiano de Maharashtra.

## Demografia
Segundo o censo de 2001, Tathavade tinha uma população de 7975 habitantes. Os indivíduos do sexo masculino constituem 54% da população e os do sexo feminino 46%. Tathavade tem uma taxa de literacia de 54%, inferior à média nacional de 59.5%: a literacia no sexo masculino é de 63% e no sexo feminino é de 44%. Em Tathavade, 17% da população está abaixo dos 6 anos de idade.